# Belembaotuyan
El belembaotuyan es un instrumento musical de cuerda de la isla de Guam.  El mismo posee una única cuerda y es definido como una cítara de palo o arco musical, que es un instrumento que no posee yugo. La cuerda es extendida entre los dos extremos del cuerpo, y en la zona central posee adosada una calabaza que hace de caja resonante.
El belembaotuyan consiste de un trozo de madera plana, largo (aprox. 2 m), con una cuerda que posee la longitud de la madera con una pequeña calabaza resonante colocada en la zona central. La cuerda se encuentra atada en cada extremo de la varilla de madera. Un alambre delgado o un trozo de cuerda resistente se utiliza para fijar la calabaza como también para dividir en dos el sonido de la cuerda uno grave y uno agudo. La calabaza se encuentra ubicada donde se divide el sonido cerca del centro. Se utilizan conchas de mar en cada extremo del instrumento para conseguir un sonido más claro. En cada extremo se utilizan trozos de aluminio para evitar que la cuerda penetre en la madera.
El belembaotuyan era utilizado en casamientos u otras ocasiones especiales en Guam. Recientemente se lo ha incorporado en las celebraciones del mes Chamorro en las escuelas de Guam. En la actualidad rara vez se lo escucha ya que poca gente sabe cómo ejecutarlo o construir el instrumento.
Belembao en idioma cn Chamorro significa «sonido de los árboles» y tuyan significa «estómago». Esencialmente, belembaotuyan significa o bien «un eco del ombligo de una cuerda» o «vibraciones del ombligo». La calabaza resuena con la ayuda de su cavidad y el ejecutante puede producir un vibrato al mover la calabaza para adelante y atrás del estómago.
Históricamente el instrumento recibió diversas denominaciones tales como: belumbaotuyan, belenbaotuchan, y belimbau-tuyan.